# Дорилеј
Дорилеј (старогрчки : Δορυλαιος; рођен почетком 1. века пре Христа), био је командант Понтског краљевства који је служио Митридата Великог . Дорилеј је појачао Архелаја са осамдесет хиљада војника након његовог губитка у бици код Херонеје . Дорилеј је хтео одмах да изведе битку са Сулом, али се предомислио након окршаја са римским војницима. Био је деда Страбона.